# 944 Hidalgo
A 944 Hidalgo (ideiglenes jelöléssel 1920 HZ) egy kentaur. Walter Baade fedezte fel 1920. október 31-én.